# Baptisten in Fidschi
Baptisten in Fidschi gibt es nachweislich seit Anfang der 1970er-Jahre. Sie sind in zwei verschiedenen baptistischen Gemeindebünden organisiert. Bei dem älteren Bund handelt es sich um die Fiji Baptist Mission, bei dem jüngeren, aber größeren um die Fiji Baptist Convention. Daneben existieren auch unabhängige lokale Gemeinden, zum Beispiel die Baptist Bible Church  und die Missionary Baptists.

## Geschichte
Mit der Unabhängigkeit des Inselstaates Fidschi im Jahr 1970 kamen auch die ersten baptistischen Missionare ins Land. Unter ihnen war der Inder Niar Myran, der gleich nach seiner Ankunft die Fiji Baptist Mission ins Leben rief und bereits 1973 in Lautoka die erste Baptistengemeinde begründete. Es folgten weitere Gemeindegründungen in Suva, Nadi und Ba. Im Jahr 1984 entsandten die US-amerikanischen Südlichen Baptisten ihre ersten Missionare nach Fidschi, die weitere Gemeinden gründeten. 1987 kam es zu einer Trennung unter den Baptisten des Inselstaates. Drei Gemeinden verließen die Fiji Baptist Mission (FBM) und gründeten gemeinsam mit der um 1980 entstandenen und bis dahin unabhängigen Grace Baptist Church of Suva die Fiji Baptist Convention (FBC), die dem Weltbund der Baptisten und seiner regionalen Verbindung Asia Pacific Baptist Federation zugehört. 1983 erfolgte die Gründung des Grace Bible College, eine Ausbildungsstätte für ehrenamtliche und vollzeitliche Mitarbeiter.
1995 gehörten zur FBM drei örtliche Gemeinden mit insgesamt 200 Mitgliedern. In der FBC waren acht Gemeinden mit 466 Mitgliedern vereinigt. Eine unabhängige Baptist Bible Church umfasste zwei Gemeinden mit unbekannter Mitgliederzahl in Fidschi. Eine weitere von den beiden Bünden unabhängige Baptistenkirche besteht in Nadi. Aktuelle Zahlen sind nur für die FBC bekannt. Laut Statistik des Baptistischen Weltbundes gehörten ihr 2021 insgesamt 19 Gemeinden mit zusammen 952 getauften Mitgliedern an.